# Листвяний
Листвяний — село в Україні, у Стрийському районі Львівської області. Населення становить 89 осіб. Орган місцевого самоврядування - Миколаївська міська рада.

## Назва
19 вересня 2024 року Верховна Рада підтримала перейменування села Листв'яний на Листвяний. 26 вересня 2024 року перейменування набуло чинності.